# Кебшюцталь
Кебшюцталь (нім. Käbschütztal) — сільська громада в Німеччині, розташована в землі Саксонія. Входить до складу району Майсен.
Площа — 50,45 км2. Населення становить 2748 ос. (станом на 31 грудня 2020).